# Kanadyjska Partia Reform
Kanadyjska Partia Reform, oficjalna nazwa angielska Reform Party of Canada – populistyczna partia polityczna działająca w Kanadzie od 1987 do 2000, gdy stała się częścią nowej partii Canadian Alliance.
Partia Reform była najbardziej konserwatywną partią na kanadyjskiej scenie politycznej od końca lat osiemdziesiątych oraz przez lata dziewięćdziesiąte XX wieku. Partia została rozwiązana w roku 2000 po sformowaniu wraz z secesjonistami z Partii Progresywno Konserwatywnej tzw. „czerwonymi Torysami” Porozumienie Konserwatywnego, które zaadaptowała program partii reform.
Głównymi aspektami programu partii reform były:
GospodarkaUpowszechnienie wolności gospodarczych. Wymóg zbalansowanego budżetu. Dążenie do szybkiego spłacenia długu publicznego. Prosty i przejrzysty system podatkowy. Tworzenie klimatu sprzyjającego rozwojowi gospodarczemu. Wprowadzenie rynkowych mechanizmów sprzyjających rozwojowi rolnictwa.
Życie społeczneposzerzenie i zagwarantowanie wolności osobistej przy jednoczesnym wymuszaniu odpowiedzialności osobistej. Zaostrzenie kar w kodeksie karnym w szczególności wobec naruszania dóbr osobistych i przestępstw na tle seksualnym. Kontynuowania wysokich standardów w służbie zdrowia. Umacnianie roli rodziny. Zrezygnowanie z finansowego wspierania polityki multikulturalizmu. Propagowanie kanadyjskiego dziedzictwa kulturowego. Wprowadzenie samorządów Indiańskich. Równouprawnienie obu języków urzędowych we wszystkich prowincjach, włączając w to Quebec.
PolitykaJasne i przejrzyste zdefiniowania kompetencji każdego poziomu sprawowania władzy i administracji. Reforma ordynacji wyborczej w kierunku systemu proporcjonalnego. Wprowadzenie wyborów do Senatu. Wprowadzenie nadrzędności decyzji Parlamentu Kanady nad Sądu Najwyższego.
Partia Reform powstała w 1987 roku w Vancouver jako Reform Association of Canada, jako niezależna instytucja, powołana dla dbania o interesy ekonomiczne zachodniej Kanady. 300 delegatów biorących udział w spotkaniu zdecydowało o konieczności powołania nowej partii. Tego samego roku, na zjeździe założycielskim w Winnipegu partia została powołana do życia, a jej przywódcą został Preston Manning. W 1988 Partia Reform po raz pierwszy wzięła udział w wyborach do 34 Parlamentu Kanady nie zdobywając jednak żadnego mandatu. Sumaryczne 275,000 głosów oddane na kandydatów partii uznano za spory sukces. Pierwszym deputowanym z ramienia Partii Reform była Deborah Gray, zdobywająca swój mandat w wyborach uzupełniających w okręgu Beaver River w Albercie w 1989. Także w tym samym roku partia uzyskuje pierwszą nominację do Senatu. Przełomowym momentem w historii partii były wybory do 35 Parlamentu Kanady, w której partia zapewnia sobie znaczną reprezentacje gromadząc 52 mandaty. W wyborach do 36 Parlamentu, powtarza sukces zdobywając 60 mandatów oraz zapewniając sobie pozycje drugiej partii w parlamencie i status oficjalnej opozycji. Przed wyborami roku 2000 partia wchodzi w skład Kanadyjskiego Porozumienia Konserwatywnego.